# Askvoll (localitate)
Askvoll este o localitate din comuna Askvoll, provincia Sogn og Fjordane, Norvegia, cu o suprafață de 0,69 km² și o populație de 661 locuitori (2013).